# Mambajao

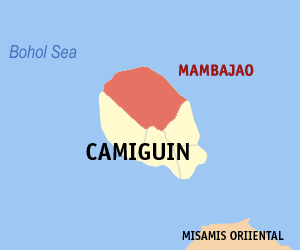
Mambajaos läge i Camiguin

Mambajao är en ort på ön Camiguin i Filippinerna. Den är administrativ huvudort för provinsen Camiguin i regionen Norra Mindanao.
Mambajao räknas officiellt inte som stad utan är en kommun. Kommunen är indelad i 15 smådistrikt, barangayer, varav 12 är klassificerade som landsbygdsdistrikt och 3 som tätortsdistrikt. Hela kommunen har 30 806 invånare (folkräkning 1 maj 2000) varav 9 238 invånare bor i centralorten.